# 臺灣裔美國人
臺灣裔美國人，又稱臺裔美國人或美籍台灣人，也可簡稱為台美人，指祖先、父母或自身來自臺灣的美國籍公民、永久居民和住民等。臺灣自第二次世界大戰結束以來一直由中華民國統治。因中華民國《國籍法》以屬人主義為主且不禁止多重國籍，許多臺灣裔美國人同時具備中華民國與美國雙重國籍。由於臺灣戰後時期之各族群人口組成以及美国外交政策演變之複雜歷史，來自臺灣移民家庭後代的美國人之自身族群認同十分複雜，其中部份人士可能認為自己是籍貫在台灣的「華裔臺灣美國人」等族裔認同。在美國種族與民族相關統計資料中，近年來逐漸將臺灣裔美國人（Taiwanese American）與台裔以外的其他華裔美國人（Chinese American, except Taiwanese）分開統計。

## 歷史
臺灣人最早移民赴美國的記錄出現於20世紀初期，主要為台灣日治時期來美的留學生。1905年（明治38年）出現第一位留學美國臺灣人李延禧（Ri Enki），就讀紐約大學商科。之後因為一次世界大戰爆發，臺灣人留美風潮曾沉寂了一陣子。唯期間仍有1915年（大正4年）赴美留學的周再賜（Shū Saishi），赴美進修神學，進入歐柏林學院（Oberlin College）取得神學學位，後成為同志社大學助教授。1929年（昭和4年），林茂生（Lin Mosei）獲美國哥倫比亞大學教育學院哲學博士學位，成為臺灣人在美獲哲學博士第一人。據一項資料顯示，日治時期臺人留美者約60人，:112而在1941年（昭和16年）調查的《臺灣歐美同學會名簿》及有關資料統計，臺灣人赴美國留學者有31人，為留學歐美者數量最多的國家。:112-113此時期臺灣人留美者有陳棋煌、陳炘（哥倫比亞大學經濟系）、顏春安（伊利諾大學化學碩士）、郭媽西（神學）、黃朝琴（伊利諾大學政治碩士）、廖溫魁（芝加哥大學哲學系）、廖溫義（俄亥俄州立大學化工博士）、劉振芳（奧本神學院Auburn Seminary神學）、蔡愛智（芝加哥大學神學院）、杜聰明（1925年赴美進修）、劉清風（印第安納州立大學醫學博士）、劉青黎（威斯康辛大學化學博士）、楊仲鯨（科羅拉多礦業學院礦冶）、李昆玉（屏東人，羅倫斯大學經濟科、哥倫比亞大學銀行科研究所碩士）等人。:112-113此外臺灣第一位女醫師蔡阿信也在1938年曾赴美國哈佛醫學院進修。除了留學生以外，當時亦有臺灣人循其他方式移往美國，成為最早的「臺灣裔美國人」。
第二次世界大戰期間，亦有在美臺人接受美國政府徵調服役，與美國軍隊並肩作戰。如蔡愛智（Ai Chih Tsai）及鍾啟明（Khe Beng Chiong）。蔡愛智任職於美國海軍部，二戰期間曾任美國陸軍部軍事情報局東洋研究室顧問。戰後美國「接管」日本時期，蔡愛智被派往日本參加戰勢特別調查團，隨之轉來臺灣擔任聯合國善後救濟總署臺灣分署辦事處特派員；:239鍾啟明出身苗栗的基督教家庭。後遷居淡水，為鍾謙順堂大哥（其為大日本帝國陸軍少尉，為台籍日本兵中軍階最高的軍官）。1931年自日本京都同志社大學畢業，隔年赴美留學，在戰時受到美軍徵召。鍾啟明於美國海軍服務，任中尉。日本投降後，調職至東京麥克阿瑟盟軍司令部的情報部任主任。:70展現其英、日雙語之能力，獲得美軍的重用。退役後，鍾啟明在東京從商，直到1958年病逝。此外亦有西螺人王振明（Mr. James D. King，16歲時到芝加哥讀高中。後進入喬治華盛頓大學醫學院就讀。1934年取得學位。）在戰爭爆發後，志願從軍，擔任軍醫。在二戰後期被派到印緬戰區。然而原為臺灣人赴美移民主要來源的留學生，卻因為在太平洋戰爭爆發以後，統治臺灣的大日本帝國與美國的敵對關係而中斷。
1945年8月，大日本帝國宣布向同盟國無條件投降，第二次世界大戰結束，中華民國代表盟軍佔領臺灣。1949年12月，鑑於第二次國共內戰之不利形勢，中華民國政府宣布將政府遷往其甫於1945年第二次世界大战後佔領的領土臺灣的首府臺北市。進入1950年代後戰事漸歇，中國國民黨領導的中華民國與中国共产党領導的中华人民共和国隔台灣海峽兩岸分治的格局形成。1952年，舊金山和約附約中日和約簽訂，原日治臺灣人（含台灣及澎湖）與其後裔成為中華民國國民。另一方面，美國移民法在1952年和1965年兩次修正後，大幅增加了對來自東半球的移民的配額，為亞洲移民敞開大門。儘管如此，中華民國政府自遷臺以來，在臺灣長期實施動員戡亂及戒嚴等政策嚴格限制人民遷徙自由。人民如無留學、商務、或探親等必要理由，要取得中華民國護照出國十分困難。因此，在此時期自臺灣移民美國的大部份人口，實際上為來自民國時期的中国大陆，後隨政府遷臺而遷居臺灣，又與政府關係良好之「外省人」二次移民之結果。又因為冷戰的緣故，此時期之美国外交政策承認在臺灣的中華民國政府為代表中國之唯一合法政府，移民法中分配予「中國」之配額實際上由來自臺灣之移民所使用。因以上原因，在此時期自臺灣移民來美國的人之主流族群認同為「華裔美國人」。

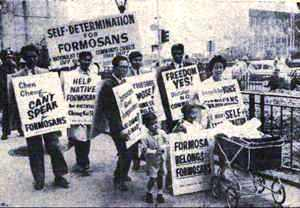
1961年8月3日，時任中華民國副總統陳誠至紐約聯合國大會發表演說。全美台灣獨立聯盟（UFI）在紐約聯合國總部大樓外發動抗議示威。要求自由、自決、與福爾摩沙人的福爾摩沙。左一為陳以德。左三劉寬平

第二次世界大戰結束後，臺灣赴美留學恢復，留學生人數並在1955年以後穩定增長。留學成為當時在美無親屬的本土臺灣人少數能突破中華民國政府對遷徙移民自由的限制之管道之一。部份對中華民國政府持異議人士在此時期也借由留學赴美，並在美國串聯，成為最早宣揚「臺灣裔美國人」做為獨立的族群認同之提倡者。然而，中華民國政府情治機關也對該些臺灣留學生或其家人進行政治迫害，一些留學生由於被列入邊境管制「黑名單」而無法返國，形同被流放海外，被迫加入美國國籍。
1970年代，臺灣經濟漸趨發達，有能力負擔移民相關費用的臺灣人口逐漸增加。然而在外交上，中華民國政府卻遭遇1971年退出聯合國，以及1979年與美國斷交等國際事件打擊。政治經濟雙重效應下，引發了一波自臺灣移民美國之移民潮。另一方面，美國在1977年解除共產國家向美國的移民限制，並在1979年正式與中华人民共和国建立外交關係。在此之後，美國承認中华人民共和国為代表中國之唯一合法政府，並制定《臺灣關係法》規範美國政府與臺灣人及中華民國政府之非正式外交關係。國際情勢的改變，導致來自中华人民共和国移民的增加，造成給予「中國」的年度移民配額快速用罄開始排期的情形。後在臺灣裔美國人團體的請願下，美国国务院始修改法律，自1982年起給與出生在「臺灣」之移民相當於一個國家之獨立配額。與此同時，自臺灣赴美的留學生人數也因為臺灣經濟發展而快速成長。至1980年代，由於臺灣發展電子產業而須要高階科技人材，使得臺灣在1983年至1989年間成為在美國最大的國際留學生來源國。
1980年代末期開始，中華民國政府實施臺灣民主化，本土臺灣人之遷徙移民自由獲得保障。但由於臺灣的經濟和政治情況逐漸改善，臺灣往美國的移民數量以及赴美的留學生人數自1990年代後期開始漸減，至2010年代開始持平。往後還是不斷有一定數量的臺灣人基於求學、經商或追求更好生活環境品質而移民美國，這些移民多半被稱為「新僑」（相對於幾十年前赴美的「老僑」）。臺灣民主化以來，受到本地臺灣人之國族認同改變之影響，「臺灣裔美國人」則在此時逐漸取代「华裔美国人」成為自臺灣移民美國的人之主流族群認同。

## 族裔與法律身分界定
1979年中華民國與美國斷交以來，美國聯邦政府各機關依照《臺灣關係法》（Taiwan Relations Act）的規範，在其核發之各種身份證明文件與相關文書中均使用「台灣」（Taiwan）做為持中華民國護照入境者的國籍，與做為出生於該法所定義的臺灣範圍內之美国公民、永久居民或外國人的出生地。美國聯邦政府文件或文書中並不會將上述人士之資訊登載為「中華民國」（Republic of China）亦不會登載為與中华人民共和国相同的「中国」（China）。
1980年代，在美國的一中政策型成後，境內其他機關如美國郵政、鐵路與各州政府等相關部門也逐步依照聯邦政策註明台灣。例如1994年10月25日生效之美國國會法案103－415號（Public Law 103-415）即規定出生於台灣之美國公民的美國護照及其他官方證件的出生地皆得以由「中国」（China）更正為「台灣」（Taiwan）。此法律由時任美國參議院外交委員會主席的裴尔（Claiborne Pell）與其後曾任衆議院外交委員會主席的柏曼（Howard Berman）等兩黨議員先後歷經約三年時間推動，最後經比爾·柯林頓總統簽署生效。又例如在加州，在台美人團體的爭取及眾議員柏曼的協助下，在台灣出生的美國公民要登記為選民時，其出生地欄位均依加州州政府所列之台灣。
但須注意在臺灣戰後時期移民美國的人士中，不少為出生於民國時期的中国大陆，1945年－1950年因第二次国共内战隨中華民國政府遷台或出走外國，後又持中華民國護照移民美國。該等人士依照1979年以來之現行美國法律，其出生地為「中国」（China）而其國籍或前國籍為「台灣」（Taiwan）。但是核發於1978年以前之文件，則依照當時的美国外交政策，會將國籍或前國籍登記為「中國」（China）。
在美國的種族與民族政策方面，1964年民權法案取消種族隔離政策後，對種族與民族資料改為由個人依照其自身的族群認同填報，資料之收集僅做政策制定參考之用。自2000年人口普查起，更允許個人在調查中同時填報多個族裔。例如居住在美國新加坡華人移民可以同時申報「華裔」（Chinese）與「新加坡裔」（Singaporean）兩個族裔，或依照個人意願申報其中一個族裔。由於在臺灣戰後時期之各族群人口演變之複雜歷史，本地臺灣人之國族認同出現「臺灣人」（Taiwanese）與「中國人」（Chinese）之爭議。戰後由臺灣移民美國的人與這些人在美國出生的小孩雖然皆因中華民國屬人主義的《國籍法》具有成為中華民國國民的資格，但是其在美國之族群認同上亦如臺灣國族認同表現出分裂的情形。在美国种族及民族相關調查中，具有臺灣背景之移民可能會以「臺灣裔美國人」（Taiwanese American）或「華裔美國人」（Chinese American）做為主要的自我認同，在此兩個族裔中僅認同其中一個或有雙重認同者皆有其人。
在中華民國的僑民政策中，僑務委員會近年來逐步強調其服務對象為「僑居海外之中華民國國民」或使用「僑民」等中性包容字眼來迴避「華僑」或「臺僑」之爭議。

## 人口

臺灣裔於美國各州之分佈

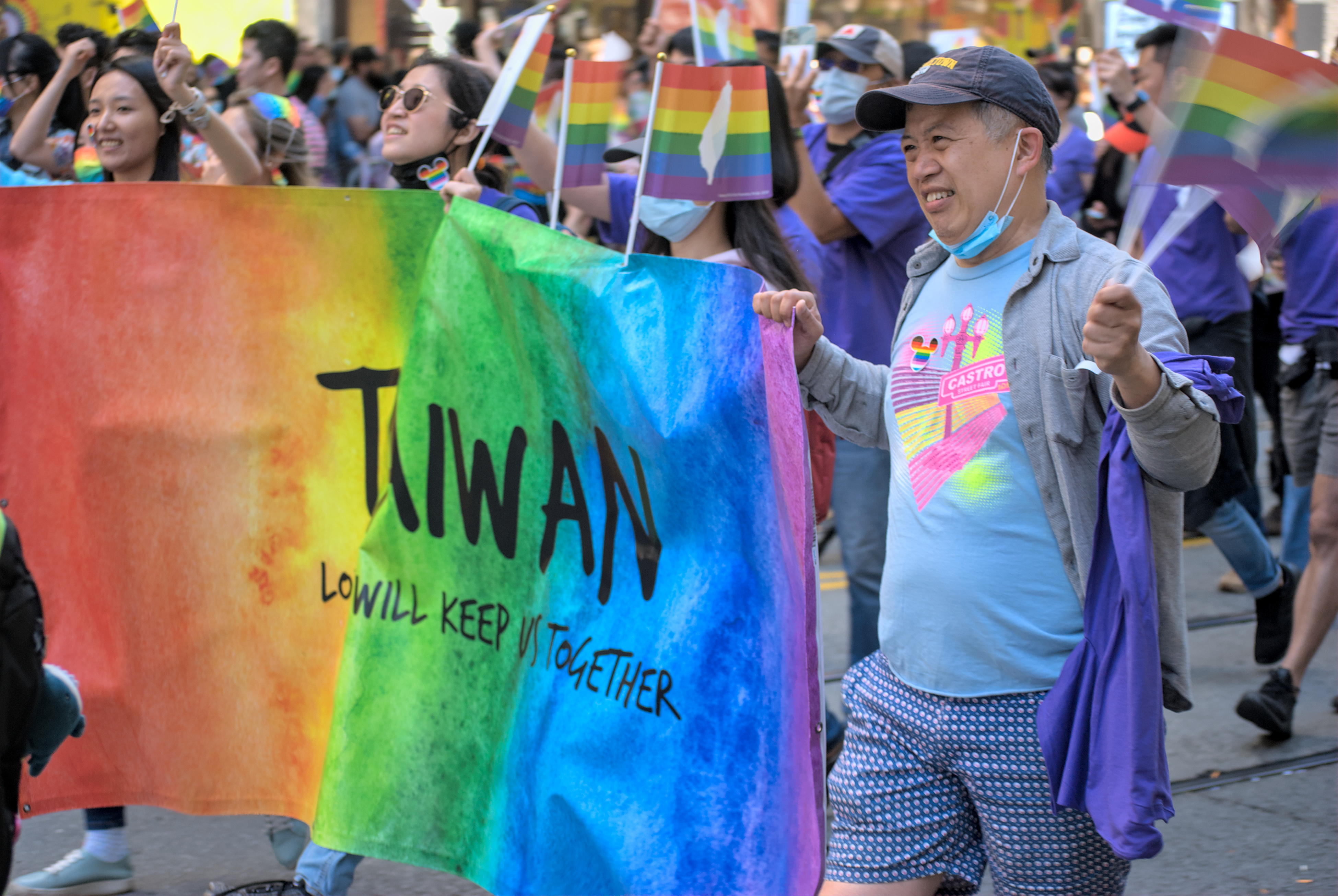
2022年臺灣裔人士出陣舊金山同志驕傲大遊行

美國人口調查局自2020年人口普查起，在其所公佈的普查統計資料中將「臺灣裔美國人」（Taiwanese American）與「華裔美國人」（Chinese American）作為東亞裔（East Asian）下的兩個平行族裔。而香港裔（Hong Kong）、西藏裔（Tibetan）等移民則歸類為「華裔美國人」下之分支族裔。而在早期的美國人口普查所公佈的普查資料中，則將臺灣裔與香港裔、西藏裔等移民一同視為華裔下之分支族裔。
然而在美國人口普查的問卷中，因為篇幅限制，列入統計的族裔名稱並未全數列出。例如在2020年人口普查問卷中，僅列出華裔（Chinese）、菲律賓裔（Filipino）、印度裔（Asian Indian）、日本裔（Japanese）、韓裔（Korean）、越南裔（Vietnamese）等六明確亞裔族裔選項，另外還有「其他亞裔」（Other Asian）選項並附空格給受調查人自行填寫。因此，多數臺美人社團均認為在未明確提示「臺灣裔」可以做為填寫選項的情形下，臺灣裔人口在歷屆美國人口普查中是被低估的。而又因美國人口普查為美國聯邦政府在撥款決策之參考依據，全美多個臺美人社團為了爭取得更多的分配款，在網路（如Facebook和Youtube）及其它主流媒體發起活動，宣導呼籲「生在台灣」或「父母是台灣人」的美國公民或居民在填寫族裔選項時，應勾選「其他亞裔」（Other Asian）並在所附空格填入「臺灣裔」（Taiwanese），而非勾選「华裔」（Chinese）。事實上，前幾次的人口普查就已經有許多組織多次向聯邦政府申請，在人口普查的問卷中增加列出「臺灣裔」之明確選項，惟有關部門因政治壓力至今未能在普查表上列出。
最後官方所公佈之數據中，填寫臺灣裔（Taiwanese）者，在2020年人口普查共有333,298人；而在2010年人口普查共有230,382人。另外美國台灣人公共事務會（FAPA）粗估從臺灣赴美的亞裔美國人及其後代的數量約有50萬人。其中有多少是「臺美人」，目前並沒有完整的統計數據。

## 台美人傳統週
1999年5月，美國總統比爾·柯林頓與國會分別宣布和指定全國各地每年五月擇一週作為「台美人傳統週」（Taiwanese-American Heritage Week），以表揚台美人對美國社會的奉獻。美國國會參眾兩院再於2000年5月通過「向台美人傳統週致敬」（In Honor of Taiwanese-American Heritage Week）與「慶祝台美人傳統週」（Celebrating Taiwanese-American Heritage Week）等兩項決議。從此以後, 全美台灣同鄉會等各臺美人社群於每年四、五、六月都會舉辦相關活動。

## 外部連結
- 台灣人公共事務會（FAPA） （页面存档备份，存于）
- 台美公民協會
- 台美人大專校際學生會（ITASA） （页面存档备份，存于）
- Be Proud. Be Counted. Write In "Taiwanese"
- Taiwanese: Be Counted. Be Recognized （页面存档备份，存于）
- Taiwanese Census 2010, Facebook page
- 台美人歷史協會 （页面存档备份，存于）